# 西那須野バイパス
西那須野バイパス（にしなすのバイパス）は、日本の一般国道である国道4号のうち、那須塩原市の一部区間である。

## 概要

### 道路諸元
- 起点：栃木県那須塩原市三島(三島交差点）
- 終点：栃木県那須塩原市西富山
- 総延長：2.164 km
- 幅員：14.2 m（車道 9m、歩道2.6 m × 2）
- 設計速度：60 km/h
- 最高速度：50 km/h
- 最小曲線半径：600 m
- 最急縦断勾配：1.7 %
- 横断勾配：2.0 %

### 概説
当バイパスが開通する前の旧国道4号は幅員狭小の上、直角交差点が2箇所ありボトルネックを引き起こしていた。当時の河野建設大臣が御用邸に参り、帰途の混雑ぶりが話題になった。そのため通過交通の円滑化や歩行者の安全確保などを目的として事業化された。しかし当バイパスにおける交通量の増加に伴い渋滞の緩和や交通安全の確保、地域経済の発展を目的として新たなバイパスとして西那須野道路が事業中。その経路の大半は当バイパス開通前の旧4号（陸羽街道）を拡幅する区間である。

## 歴史
- 1958年（昭和33年）：測量開始。
- 1959年（昭和34年）：計画作成。
- 1963年（昭和38年）：用地買収。
- 1963年（昭和38年）12月30日：着工。
- 1964年（昭和38年）6月4日：舗装工事開始。
- 1964年（昭和39年）10月
  - 舗装工事終了。
  - 開通。

## 交差する道路
- 栃木県道317号西那須野停車場線
- 栃木県道259号折戸西那須野線